# 池尾芳蔵
池尾 芳蔵（いけお よしぞう、1878年（明治11年）3月27日 - 1959年（昭和34年）9月19日）は、日本の実業家。日本電力社長、日本発送電総裁を務め、戦前日本の電力界の大物として知られた。黒部鉄道社長、日本マグネシウム社長、飛騨索道運輸社長、日本電気協会会長、関西電力顧問なども務めた。

## 略歴
1878年、滋賀県草津町（現・草津市）の豪家の子に生まれ、東京帝国大学法科大学政治学科に進み、常々吉野作造と首席を争い、1904年（明治37年）に高等文官試験に合格し、大学卒業時には銀時計を受領した。卒業後逓信省通信局に入り、東京・大阪の郵便課長を経て、業務課長を最後に1907年（明治40年）に退官し、実業界に転じた。
元逓信省官僚で住友に転じた湯川寛吉の住友鋳鋼所（住友金属の前身）で経理課長を務めたが、4年ほどで退職して中国大陸を放浪する。同じく逓信省出身で大阪商船の専務だった山岡順太郎に誘われて、1912年（大正元年）に同社に移り、同社社長・中橋徳五郎にも認められて昇進したが、1919年（大正8年）、山岡の日本電力社長就任に伴って同社に転じ、専務、副社長を歴任し、山岡とともに飛騨川、神通川、黒部川と次々と開発を拡げた。
黒部から東京への送電線が完成した1928年（昭和3年）に山岡が突然死去して池尾が同社第二代社長に就任し、岸田幸雄（山岡の娘婿）、武藤嘉門らを役員に置き、電力関連企業などを合併・投資するなど事業拡大して日電を五大電力会社のひとつに育てた。
日本電気協会会長も務め、1936年（昭和11年）には電力の国家管理に強く反対して一時は法案未成立に追い込んだが、1938年（昭和13年）に「電力管理法案」が成立し、翌1939年（昭和14年）に半官半民の日本発送電が設立されて、五大電力会社は解体となり、池尾は1941年（昭和16年）から1943年（昭和18年）まで日本発送電の第二代総裁を務めた。
戦後は日本電力界の元老的存在として関西電力の相談役のほか、日本動力協会副会長、物価対策審議会議員などを務めたが、1956年（昭和31年）ごろより病身となり、1959年（昭和34年）に脳溢血により神奈川県葉山町の自宅で死去した。

## 家族
- 父・池尾与兵衛 ‐ 近江国草津（草津町 (滋賀県)）の旧家で素封家。1878年（明治11年）の明治天皇巡幸の際には伊兵衛邸が大隈重信参議の宿泊所に使われた[9]。
- 妻・八重子（1887年生） ‐ 丸井政亜の長女。妹の夫に大塚惟明。[10]
- 娘・正子（1912年生） ‐ 西大路隆敏（子爵西大路吉光長男）の妻。子に西大路隆昭
- 娘・茂子（1912年生） ‐ 大日本製糖社長・藤山勝彦（藤山雷太二男）の妻。勝彦の兄に藤山愛一郎